# Диарсенид триртути
Диарсенид триртути — неорганическое соединение
ртути и мышьяка
с формулой Hg3As2,
кристаллы.

## Получение
- Реакция бромида ртути(II) и арсина [1][2][3]:

{\displaystyle {\mathsf {3HgBr_{2}+AsH_{3}\ {\xrightarrow {}}\ As(HgBr)_{3}+3HBr}}}
{\displaystyle {\mathsf {As(HgBr)_{3}+AsH_{3}\ {\xrightarrow {}}\ Hg_{3}As_{2}+3HBr}}}

## Физические свойства
Диарсенид триртути образует чёрные кристаллы.